# Welf VII
Welf VII (né vers 1135 – mort le 12 septembre 1167) est le fils unique et homonyme de Welf VI, Duc de Spolète et Margrave de Toscane, et d'Uta, fille de Gottfried de Calw, comte palatin du Rhin. C'est un membre de la maison des Welf.

## Biographie
Son père hérite des États familiaux de Souabe, dont les importants comtés  Altdorf et de Ravensburg, qu'il confie à  Welf. Le jeune Welf, passe cependant le plus clair de son temps à gouverner 
les possessions italiennes de sa lignée pendant que son père réside en Souabe. Le père et le fils sont en effet des partisans actifs  de Frédéric Barberousse alors encore roi de Germanie et le jeune Welf (VII) « Welf dux iunior », l'accompagne lors de ses campagnes en Italie à partir de 1154. En 1160, il est nommé duc de Spolète par l'Empereur en substitution de son père. Entre 1164 et 1166, il participe à la fameuse querelle entre son père et Hugues de Tübingen, que l'Empereur lui-même doit arbitrer. Il participe également à la campagne de 1167, au cours de laquelle la  malaria fait des ravages dans les rangs de l'armée impériale et oblige l'Empereur à repasser les Alpes. Welf est l'une des victimes de l'épidémie et il meurt à  Sienne. Il sera inhumé dans l'abbaye de  Steingaden en Bavière, que son  père choisira également pour sa propre sépulture.

## Sources
- (en) Cet article est partiellement ou en totalité issu de l’article de Wikipédia en anglais intitulé « Welf VII » (voir la liste des auteurs).
- (en) Site Medieval Lands :Welf (VII).
- (de) Welf VI. (1115-1191) Markgraf von Tuszien und Herzog von Spoleto.